# 전자전기

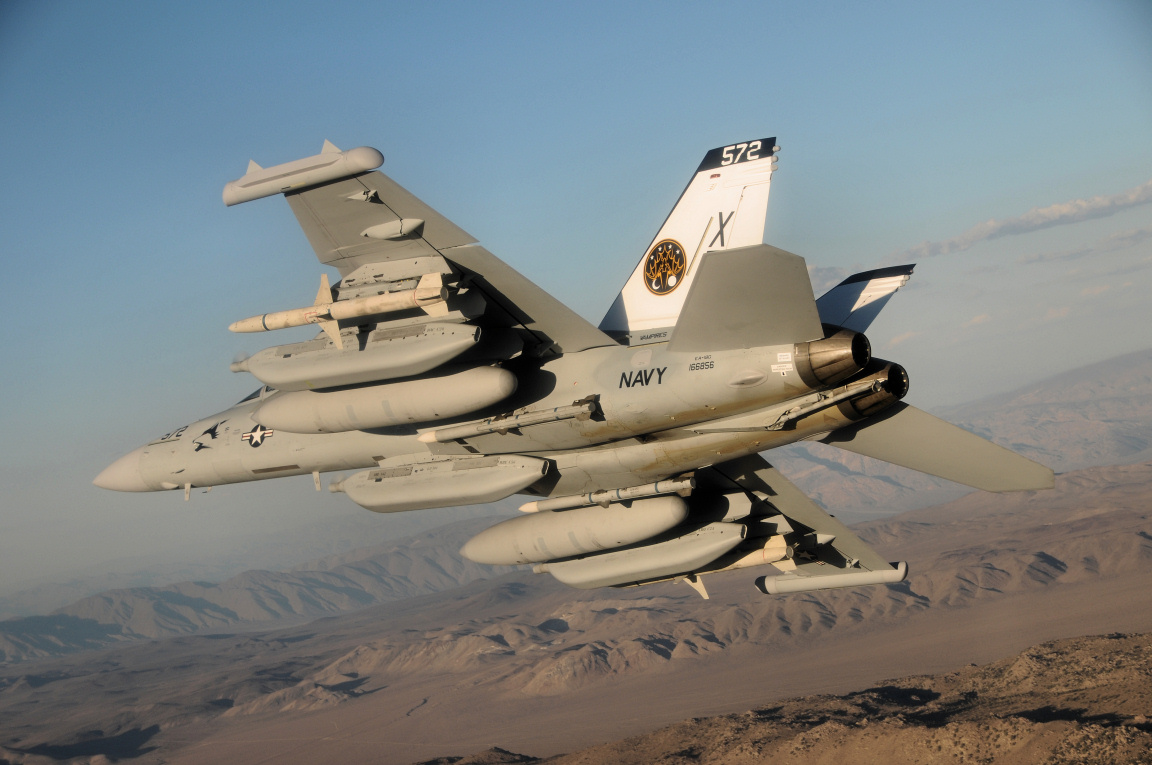
보잉 EA-18G 그라울러

## 1. 개요
전자전기(電子戰機, 영어: electronic-warfare aircraft)는 전자전(EW), 즉 레이더 재밍 등을 이용해 적의 통신망이나 레이더 시설, 방공망 제압를 하는 용도로 제작되는 군용 항공기이다. 1943년 영국의 아브로 랭커스터 폭격기가 적의 레이더를 교란시키기 위해 채프를 뿌린 것이 시초로, 이들은 Carpet, Airborne Cigar, Mandrel, Jostle, Piperack 등의 레이더 교란 장비를 탑재하도록 특별히 개조된 핸들리 페이지 핼리팩스, 컨살러데이티드 B-24 리버레이터, 보잉 B-17 플라잉 포트리스와 동행하기도 하였다.

## 2. 종류
미국
- EA-18G 그라울러
- EC-130
- EP-3
- EA-37B
- EF-111A 레이븐
- EF-10B 스카이나이트
- EB-66 디스트로이어
- EA-3 스카이워리어
- EA-6A/B 프라울러

소련 및 러시아
- II-20
- Su-24MP
- Yak-28PP
- Su-30SM

중국의 전자전기
- J-10D
- J-15D
- J-16D
- Y-8EW
- Y-8-GX1
- Y-9-GX11

일본
- YS-11E
- EC-1
- RC-2
- EC-2

유럽
- 유로파이터 EK
- 하바 SOJ

## 3. 국내 도입
우리나라도 원래는 전자전기가 있었다. C-47을 개조한 EC-47Q를 국내에서 운용한 적이 있었다.
한국도 이제는 전자전기를 보유해야 한다는 여론이 형성되고 있고 최종적으로는 국내개발로 결정이 났다. 현재는 어떤 플랫폼으로 할지 논의중이나 KIDA의 소요 검증 실패로 좌초될 뻔했다. 다만 KF-21 보라매는 7번이나 떨어진 타당성 검증을 통과했기에 이 사업도 공군이 진행하려는 의지만 강하게 있다면 통과될 가능성이 충분하다.
한국군은 중형수송기(C-130)나 비즈니스 제트기를 기반으로 하는 대형 전자전기(EC-130)와 KF-21 보라매를 기반으로 하는 소형 전자전기를 고려중에 있긴 하다.
2023-2027 국방 중기 계획에 전자전기가 포함되어 있기에 여전히 사업 자체는 건재함을 추측해 볼 수 있다.
참고:
2023년 4월 13일 방위사업청은 제152회 방위사업추진위원회에서 전자전기 사업추진기본전략안을 의결했다.
국방과학연구소(ADD) 주관으로 추진되는 전자전 항공기 개발 사업은 2024년부터 2032년까지 1조 8,500억원이 투입되며 기존 항공기 동체를 개조해 전자전을 수행할 수 있는 각종 항공전자정비를 탑재한다. 또한, 주변국 위협 신호(SIGINT)를 수집, 분석해 데이터베이스(DB)를 구축하는 역할도 맡게 된다고 한다.

## 같이 보기
- 전자전